# Knebworth 1996
Knebworth 1996 es una película documental de 2021 y un segundo álbum en vivo de la banda de rock británica Oasis. La película fue dirigida por Jake Scott y se estrenó el 23 de septiembre de 2021, mientras que el álbum se lanzó el 19 de noviembre de 2021. Ambos se grabaron del 10 al 11 de agosto de 1996 en el Festival de Knebworth en Knebworth House, Inglaterra. En la semana posterior a su estreno, la película se había convertido en el documental más taquillero de 2021 en el Reino Unido.

## Lista de canciones
Todas las canciones escritas por Noel Gallagher, excepto donde se indique.
Disco 1
1. "Columbia" – 4:47
2. "Acquiesce" – 3:56
3. "Supersonic" – 5:09
4. "Hello" – 2:55
5. "Some Might Say" – 5:04
6. "Roll with It" – 4:05
7. "Slide Away" – 5:47
8. "Morning Glory" – 4:12
9. "Round Are Way" – 4:47
10. "Cigarettes & Alcohol" – 4:43

Disco 2
1. "Whatever" – 5:59
2. "Cast No Shadow" – 4:46
3. "Wonderwall" – 4:04
4. "The Masterplan" – 4:40
5. "Don't Look Back in Anger" – 4:55
6. "My Big Mouth" – 5:10
7. "It's Gettin' Better (Man!!)" – 5:56
8. "Live Forever" – 4:56
9. "Champagne Supernova" – 7:26
10. "I Am the Walrus" (Lennon–McCartney) – 6:40